# Союз геральдистов России
«Союз геральдистов России» — общероссийская культурно-просветительская общественная организация, осуществляющая деятельность в соответствии с Конституцией Российской Федерации, Федеральным законом РФ «Об общественных объединениях», действующим в Российской Федерации законодательством. Союз образован в 1987 году, как правопреемник Секции геральдистов Всесоюзного объединения клубов фалеристов (ВОКФ). Исполнительным директором «Союза геральдистов России» является Константин Федорович Мочёнов.

## Основные положения
«Союз геральдистов России» организует свою работу в соответствии с Уставом, принятым 5 января 2006 года, является юридическим лицом, имеет обособленное имущество, счёт в банке, печать, штампы, бланки, эмблему и другие реквизиты со своим наименованием.
Организация имеет отделения в 48 регионах Российской Федерации.
Основным направлением деятельности «Союз геральдистов России» является содействие и участие в процессе разработки, создания и художественного воплощения новых гербов, эмблем и флагов муниципальных образований, их утверждению и регистрации в Геральдическом совете при Президенте Российской Федерации.
По состоянию на 31.12.2012 г. при содействии Союза геральдистов были разработаны и прошли регистрацию в Геральдическом совете при Президенте Российской Федерации около трех тысяч гербов и флагов муниципальных образований в 67 регионах РФ.
Девиз организации — «Каждому городу — герб».

## История
- 10-15 сентября 1987 года — состоялся I Всесоюзный слёт коллекционеров-геральдистов в Москве на ВДНХ СССР. Слёт собрал людей, увлечённых коллекционированием значков с геральдической символикой. На слёте были приняты решения о создании Всесоюзного объединения коллекционеров-фалеристов (ВОКФ) и о создании Секции геральдистов при ВОКФ.
- 8-11 июля 1988 года в Донецке прошёл II Всесоюзный слёт коллекционеров-геральдистов, на котором были образованы региональные отделения Секции геральдистов. ВОКФ явилось учредителем информационного бюллетеня «Вестник геральдиста», издаваемого с 1989 года. С распадом СССР ВОКФ перестал существовать, а секция геральдистов ВОКФ была преобразована в Союз геральдистов России.
- 19-22 мая 1989 года состоялся III Всесоюзный слёт коллекционеров-геральдистов в Казани. Были рассмотрены вопросы о работе региональных отделений секции геральдистов ВОКФ, создания каталога значков с геральдической символикой.
- 21-24 сентября 1990 года в Минске состоялся IV Всесоюзный слёт коллекционеров-геральдистов. Слёт утвердил эмблему секции ВОКФ, рассмотрел вопрос о составе Комиссии по геральдике ВОКФ.
- В апреле 1991 года в Химках состоялся I слёт геральдистов Подмосковья, в рамках которого был проведён Учредительный съезд Всесоюзного (впоследствии было переименовано во Всероссийское) геральдического общества. На слёте присутствовало 458 делегатов из 113 населённых пунктов страны.
- 4-7 октября 1991 года в Симферополе состоялся V Всесоюзный слет коллекционеров-геральдистов.
- В 1992 году прошли VI слёт коллекционеров-геральдистов, уже СНГ, в Волгограде; II открытый слёт геральдистов Подмосковья, ставший, по сути, международным; I слёт геральдистов Украины в Кировограде.
- В 2004 году был учреждён Почётный Знак А. Б. Лакиера «Сподвижнику геральдики» I и II степени (Знак учреждён Главой местного самоуправления города Таганрога и является наградой города, носит имя его уроженца, знаменитого геральдиста А. Б. Лакиера. Знак учреждён для награждения за личные заслуги лучших специалистов, организаторов и популяризаторов геральдики).[1]
- 5 января 2006 года на общем собрании учредителей был принят Устав Союза геральдистов России и избрано его Правление.
- С 29 сентября по 1 октября 2006 года в городе Ельце состоялся ХХ слёт геральдистов, уже международный.

## Гербы и флаги, разработанные Союзом геральдистов России
Гербы и флаги муниципальных образований (областей, районов, городских округов, городских и сельских поселений), разработанные при участии Союза геральдистов России и внесённые в Государственный геральдический регистр РФ:
- 2006 год — 119 гербов и 106 флагов (Всего 225 символов);
- 2007 год — 233 герба и 179 флага (412 символов);
- 2008 год — 136 гербов и 141 флаг (277 символов);
- 2009 год — 109 гербов и 109 флагов (218 символов)[3];
- 2010 год — 121 герб и 120 флагов (241 символ)
- 2011 год — 114 гербов и 113 флагов (227 символов)[4];
- 2012 год — 113 гербов и 110 флагов (223 символов)
- 2013 год — 34 герба и 38 флагов (72 символов) — по состоянию на 24 июня 2013 года.

## Книги, изданные при содействии Союза геральдистов России
- «Официальные символы Ямало-Ненецкого автономного округа» под редакцией Г. В. Калашникова., — Салехард, Издательство Баско, 2012. — 296 с. ил. стр. Т. 1000 экз. Формат 60 х 90/8
- Хайрутдинов Р. Р., Салихов Р. Р., Миннуллин И. Р., Бушканец Г. М., Измайлов И. Л., Мочёнов К. Ф. Геральдическое наследие Республики Татарстан. — М.: «Регионсервис», 2012. — 328 с. (ил.) Т.3000 экз.
- Кошелев А. В., Журавков А. Ю. Официальные символы Новосибирской области и муниципальных образований, входящих в её состав. —Новосибирск: ООО «Альфа-Порте», 2012. — 300 с. (ил.); Т.1500 экз.
- Мочёнов К. Ф., Коржик Ю. В. Дюков В. Б. Официальные символы муниципальных образований Красноярского края. — М.: «Гербы и флаги», 2011. — 168 с. Т.3000 экз.
- Мочёнов К. Ф., Коржик Ю. В. Липецкая область. Геральдика. История. Современность. — М.: «Регионсервис», 2009. — 208 с. 602 илстр. Т.5000 экз.
- Гербовник Костромской области. Региональная и муниципальная символика.
- Набор открыток «Пензенская символика» Составитель Шишкин И. С., Пенза, Пензенское областное отделение Союза геральдистов России, 2008, 57 шт. (Все цветные изображения гербов и флагов (с описаниями) районов и райцентров Пензенской области − 56 шт.)
- Медведев М. Ю. Геральдика или истинная наука о гербах. — С-Пб.: «Гербы и флаги», 2008. — 144 с. тираж 1000 экз.
- Мочёнов К. Ф., Коржик Ю. В., Раков А. В., Нагаевский В. В., Шарунов М. В., Сапелкин В. Н. Официальные символы Краснодарского края и муниципальных образований. — М.: «Гербы и флаги», 2007. — 320 с. (630 илл.), Тираж 3000 экз.
- Известия геральдической комиссии при главе администрации Краснодарского края. Выпуск 1. Официальная символика Кубани. — М.: «Гербы и флаги», 2006. — 96 с., 2000 экз.
- Мочёнов К. Ф., Коржик Ю. В. Гербы современной России (справочник). Гербы областей, районов, городов, поселков и сел, внесенные в Государственный геральдический регистр Российской Федерации. М.: «Гербы и флаги», 2005. — 296 с., 6000 экз.
- Бюллетень Геральдического совета при Президенте Российской Федерации. Выпуск 1: Официальные нормативные правовые акты, регулирующие проведение единой государственной политики в сфере геральдики на территории Российской Федерации. Союз геральдистов России, Москва, 2005. 120 с. 3000 экз.
- Мочёнов К. Ф., Туник Г. А. Официальные символы Челябинской области и муниципальных образований. Челябинск: 2004. — 296 с., 6500 экз.
- Мочёнов К. Ф., Туник Г. А., Маланичев Р. И. и др. Официальные символы Подмосковья. М.: 2003. — 159 с., 5000 экз.
- Кривошапка А. И., Марков В. Л. Алфавитный каталог городов, поселков, сел губерний и областей России, СНГ, бывших союзных республик СССР, имеющих старые и современные гербы, Санкт-Петербург, 2002 г.
- Сметанников И. С., Мочёнов К. Ф. Гербы Земли Московской. М.: «ВГО», 1991. — 152 с., 1000 экз.
- Меликаев В. И., Сержан В. В. Каталог современных гербов городов, поселков и сел СССР, Минск — 1989—1991 г.г.